# Торе дел Лауро (Месина)
Торе дел Лауро је насеље у Италији у округу Месина, региону Сицилија.
Према процени из 2011. у насељу је живело 7 становника. Насеље се налази на надморској висини од 71 м.